# Holzfachwerk
Holzfachwerk ist eine im  Hochbau verwendete tragende Konstruktion, die das Prinzip des Fachwerks mit dem Baumaterial Holz umsetzt.
Das früheste und am häufigsten gebaute Holzfachwerk ist die Wand des Fachwerkhauses. Ihre Gefache zwischen den tragenden Hölzern wurden mit Lehm über einem Weidengeflecht oder mit Mauerwerk gefüllt. Häufig werden nur die Gefache verputzt, so dass die Fachwerkbalken sichtbar bleiben. Besonders an der Wetterseite wurde das Fachwerk aber oft auch vollständig verputzt, verbrettert, verschiefert oder mit Wandplatten verkleidet.
Bedeutende historische Zeugnisse des Holzfachwerks bieten die traditionelle chinesische, koreanische und japanische Architektur.
Während beim Fachwerk die Gefache im Allgemeinen ausgefüllt werden und eine annähernd quadratische Form haben, stehen das Bundwerk sowie das Umgebinde üblicherweise vor der eigentlichen, raumabschließenden Wand und ist in dekorativen, regionaltypischen Formen ausgeführt.
Die moderne Ausweitung des Bauens mit Holzfachwerk auf z. B. Wand- und Deckenelementen nennt man auch Holzrahmenbau.
Weitere Anwendungen: Holzbrücken, Holztürme, Fachwerkkirchen.

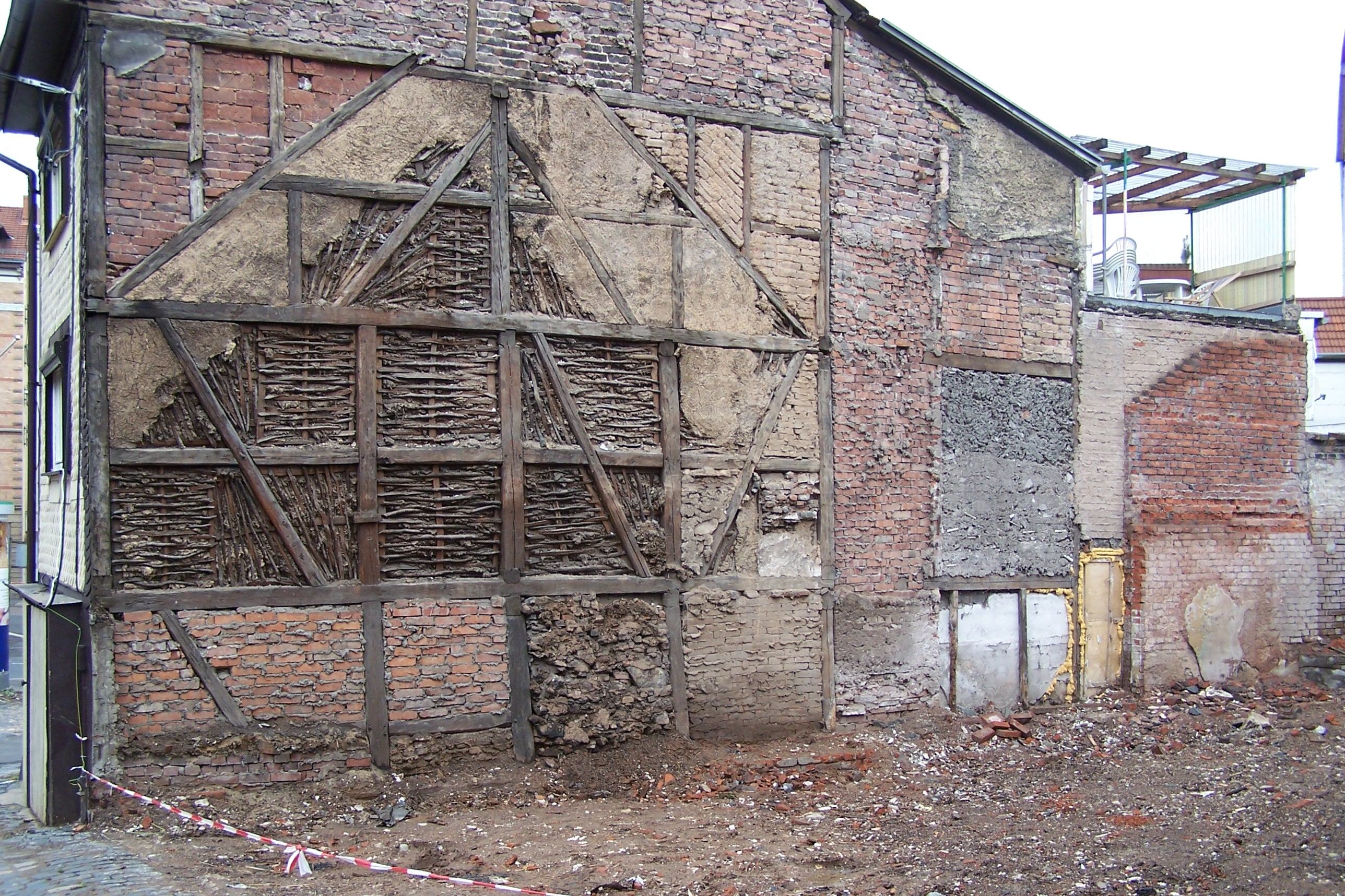
Wand eines Fachwerkhauses, verschiedene Gefachen
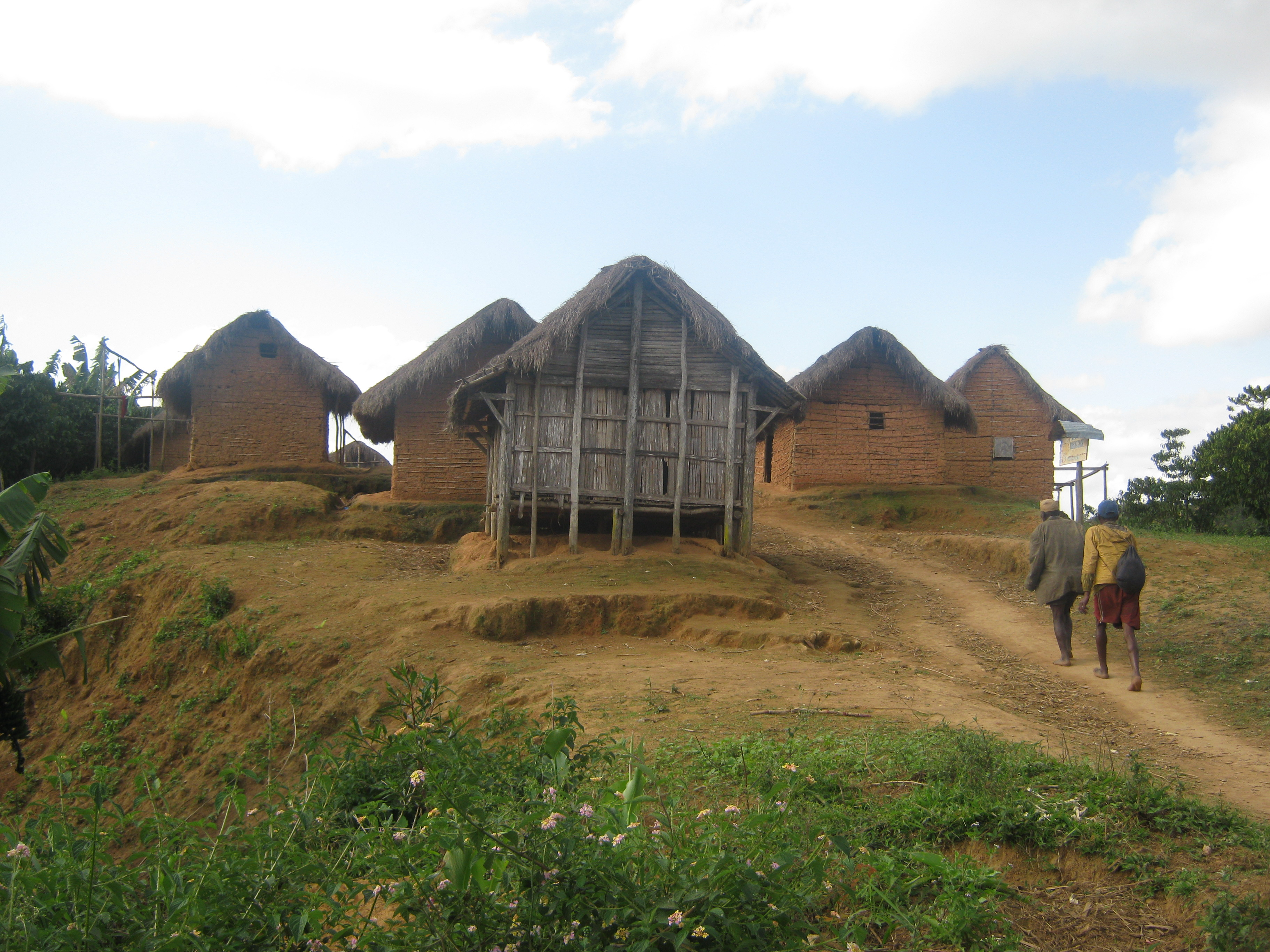
Traditionelles Holzfachwerk in Madagaskar
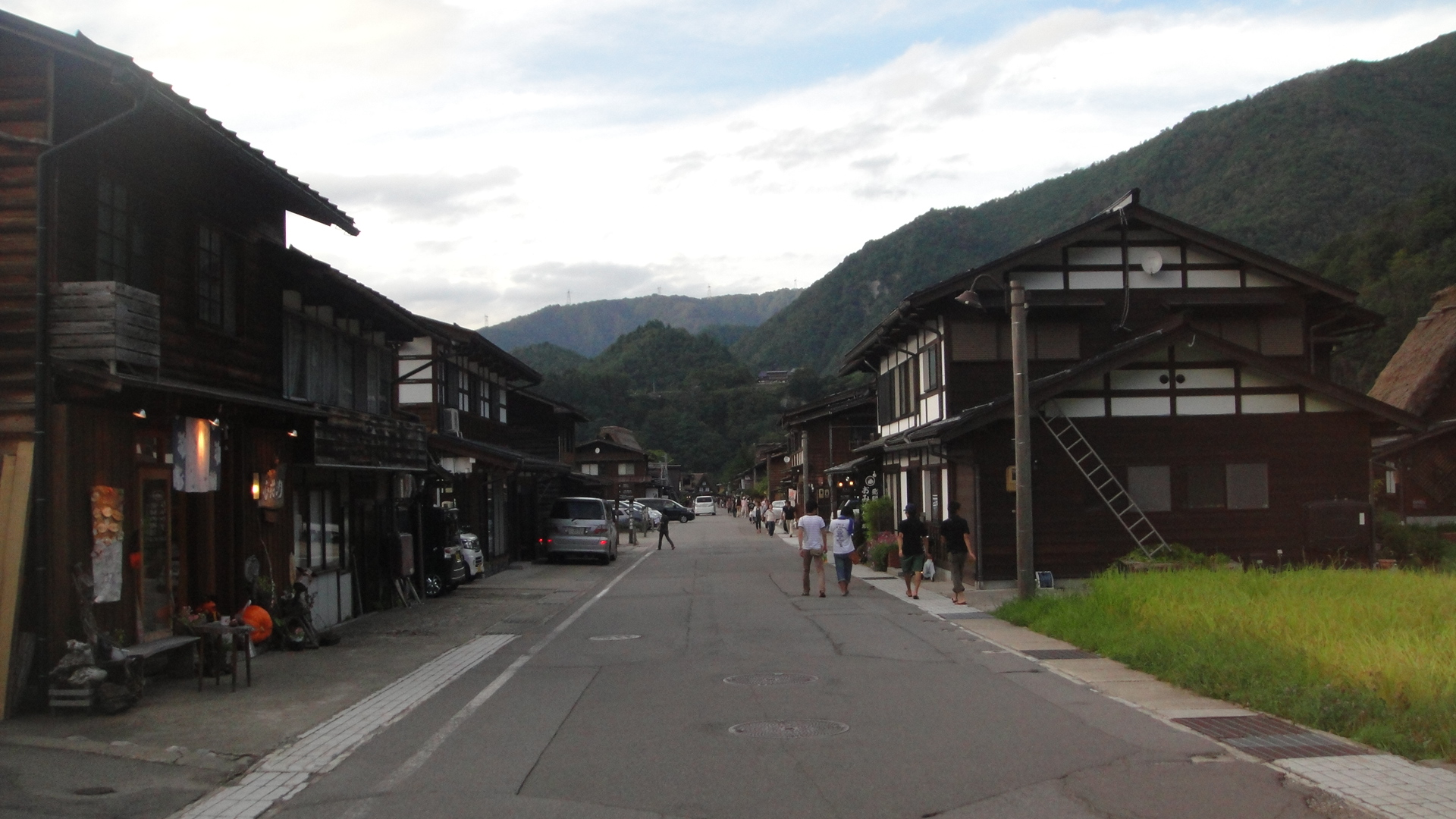
Traditionelle japanische Bauweise, kleinstädtisch
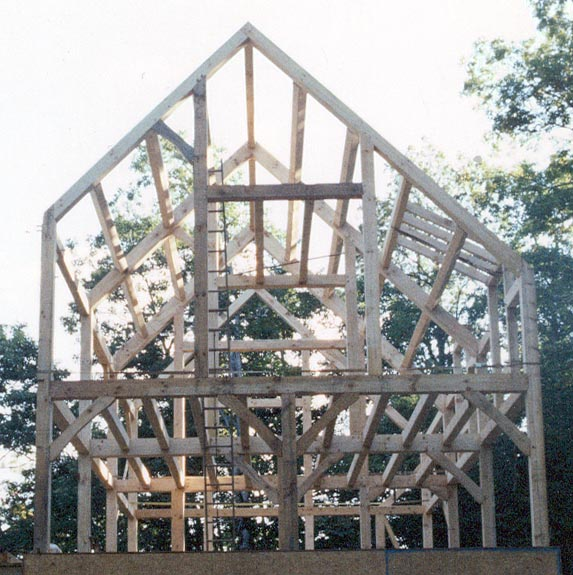
Holzständerbau, Holzskelettbau in einem modernen Einfamilienhaus
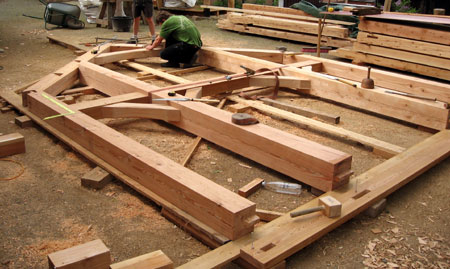
Herstellen einer Fachwerk-Konstruktion nach englischem Vorbild (Timberframe) für einen Neubau in Deutschland.
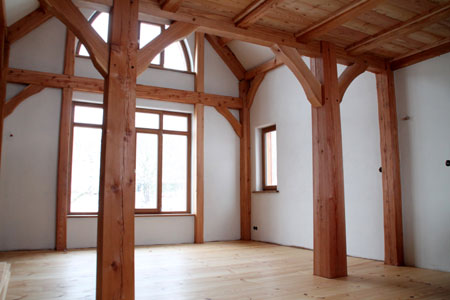
Der Innenraum eines Timberframe-Neubaus mit innenliegendem Fachwerk und außenliegender Gebäudehülle.
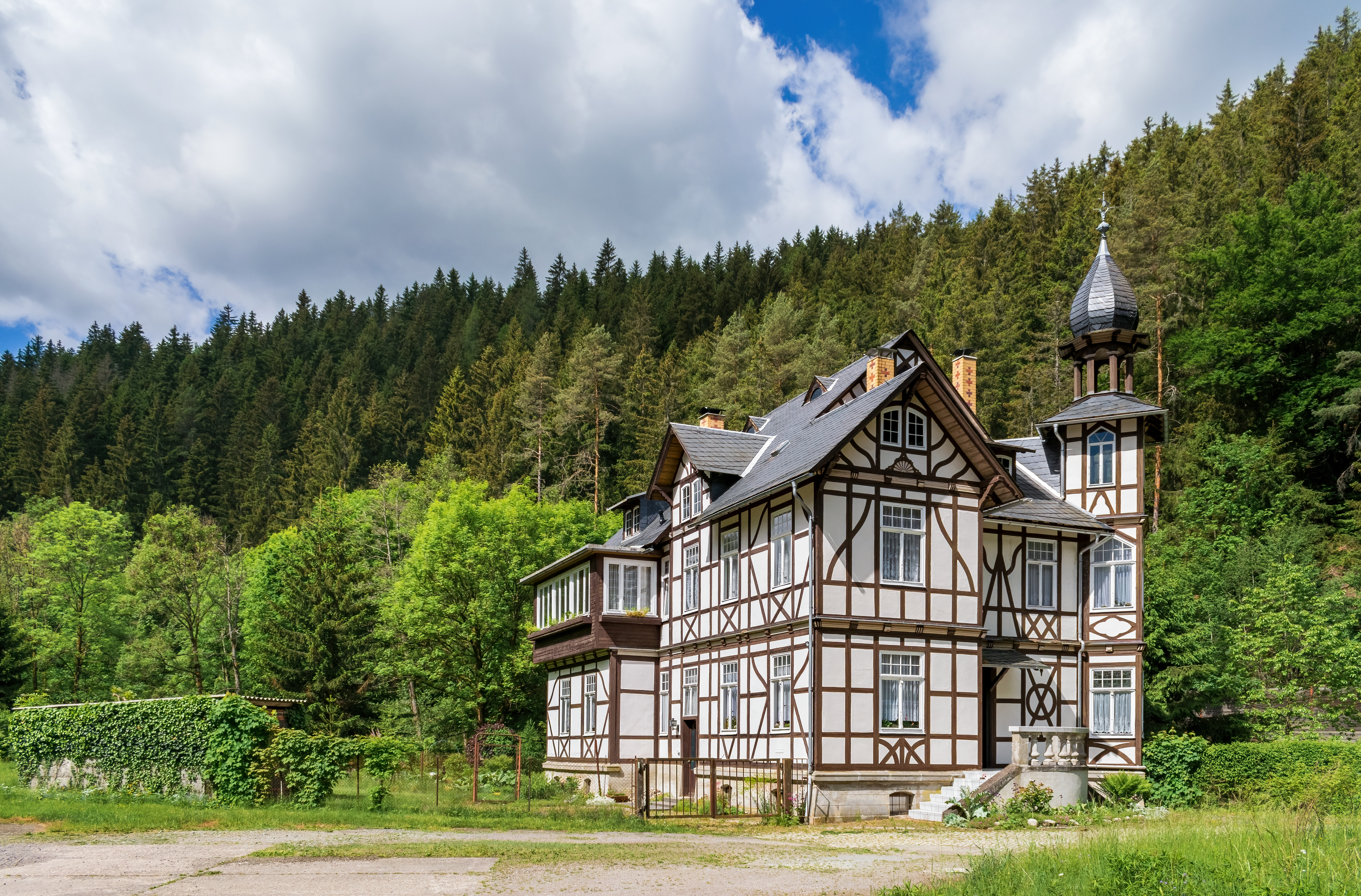
Fachwerkvilla in Thüringen
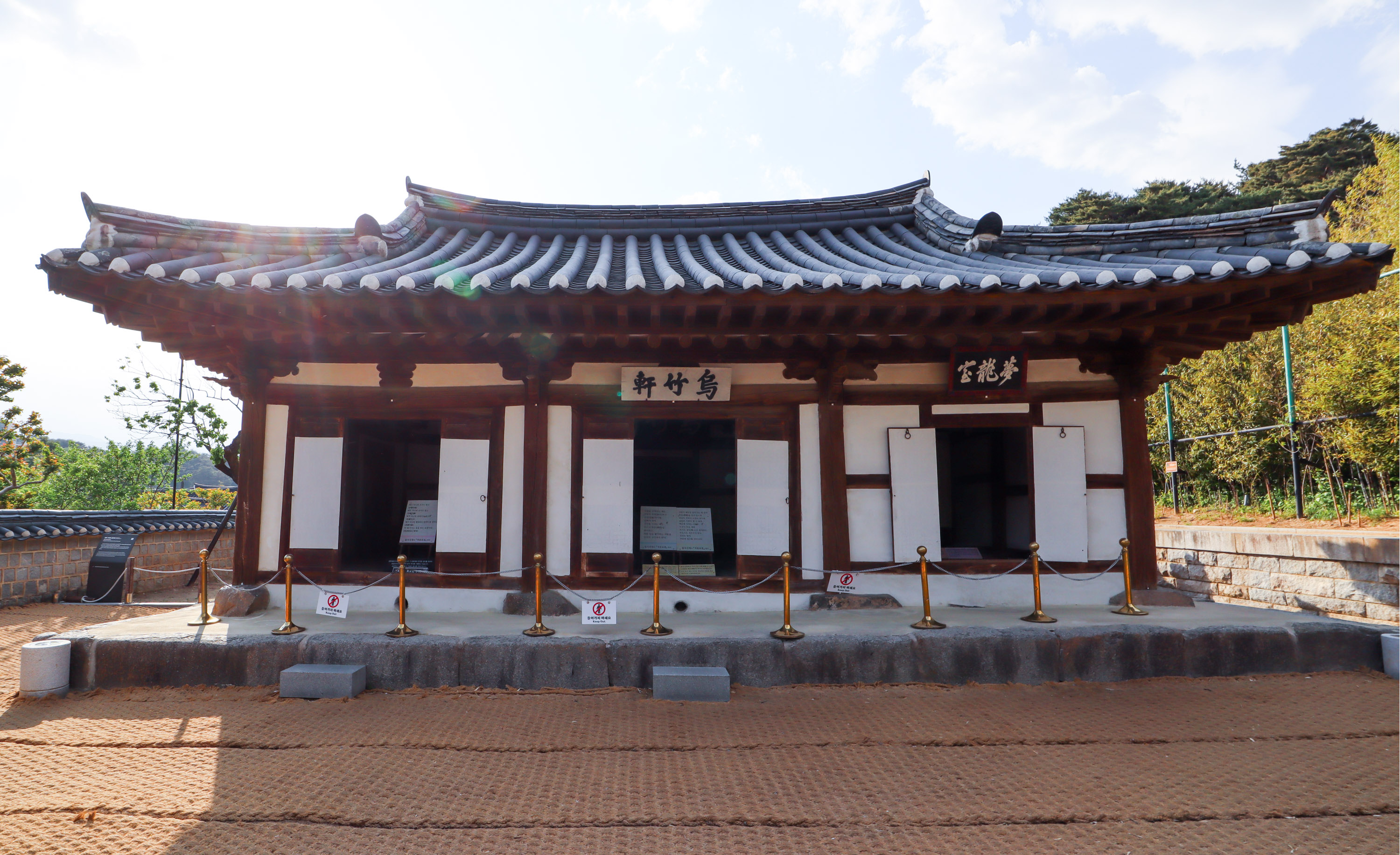
Ojukheon in Südkorea, eines der ältesten erhaltenen Häuser Koreas